# Agnus Deikerk (Homburg)

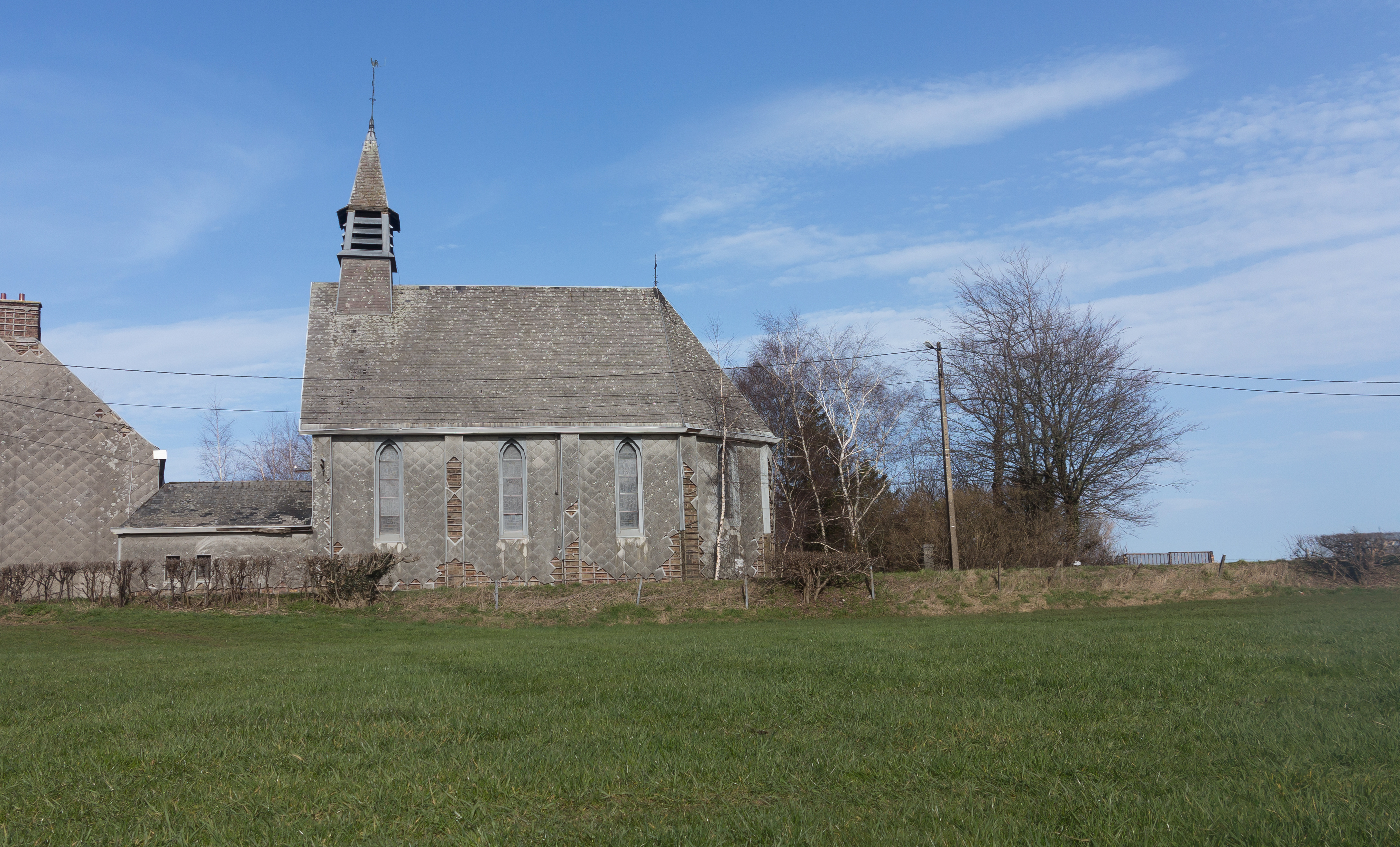
Agnus Deikerk

De Agnus Deikerk (Frans: Église Agnus Dei) is een voormalig kerkgebouw in de tot de Belgische gemeente Plombières behorende plaats Homburg.

## Geschiedenis
Oorspronkelijk was hier een landgoed van de graaf Bourcieu Montereux. In 1875 vestigden zich er de Franciscanessen, die vanwege de Kulturkampf uit Duitsland verdreven waren. In 1908 verwierven de zusters het landgoed en in 1910 stichtten zij een kapel, gewijd aan Antonius van Padua. Ook kwam er een katholieke school met internaat.

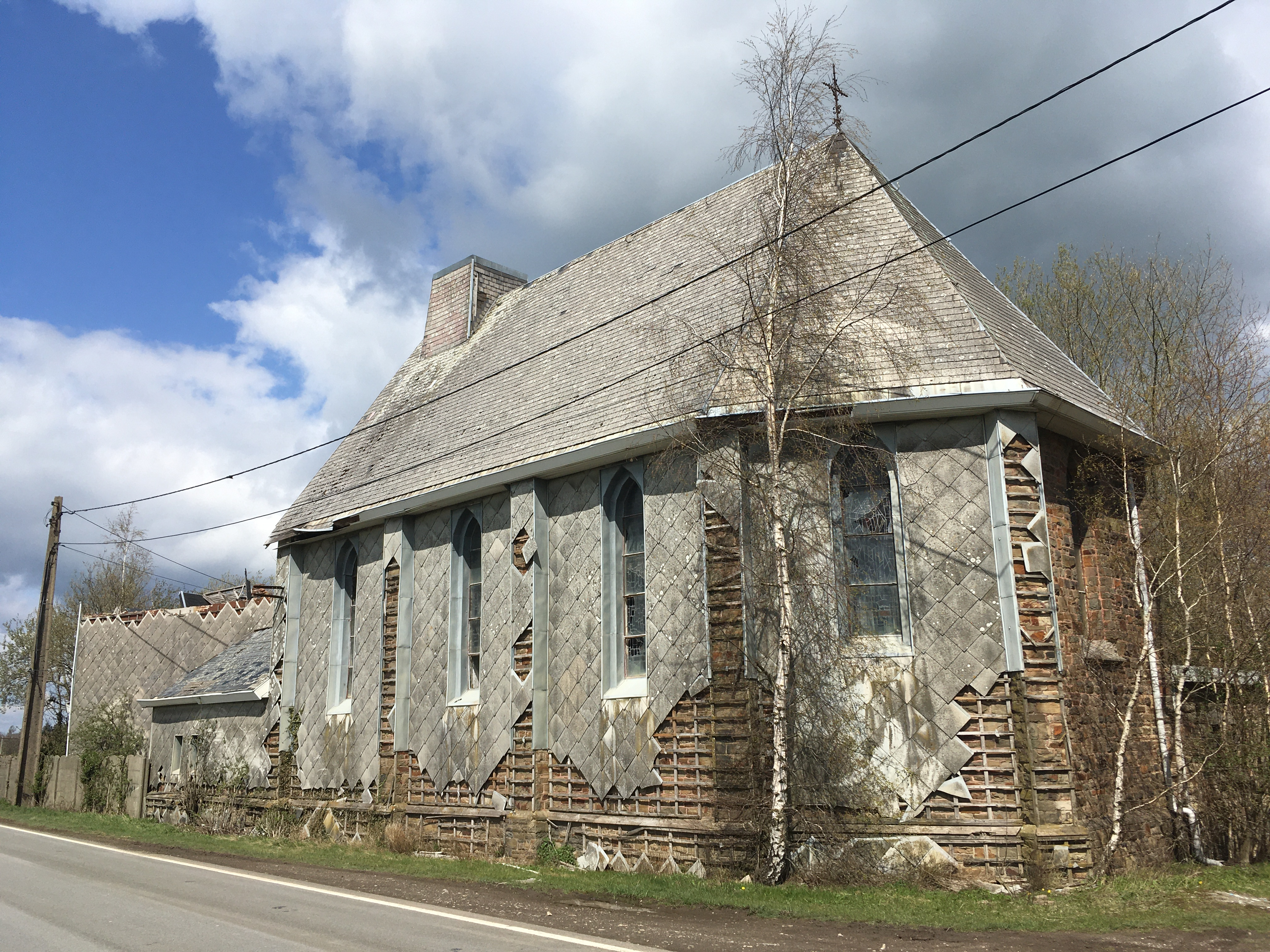
De vervallen kerk anno 2021

Na de Eerste Wereldoorlog werd het complex omgebouwd tot een tehuis voor oudere echtparen, De Gensterbloem genaamd. In 2002 verlieten de zusters het klooster en het kerkje bleef verlaten achter. Niet veel later werd een deel van het complex getroffen door brand. Het kerkje, toen bekend als Agnus Deikerk, werd sindsdien verlaten en viel ten prooi aan verval, ondanks de aanwezigheid van fraaie glas-in-loodramen. De dakruiter is anno 2021 reeds verdwenen. Ook de voormalige verblijfsgebouwen raakten steeds verder in verval.

## Gebouw
Het kerkje is een neogotisch bouwwerk met driezijdige koorafsluiting, en was oorspronkelijk voorzien van een spits dakruitertje.
Enkele glas-in-loodramen:

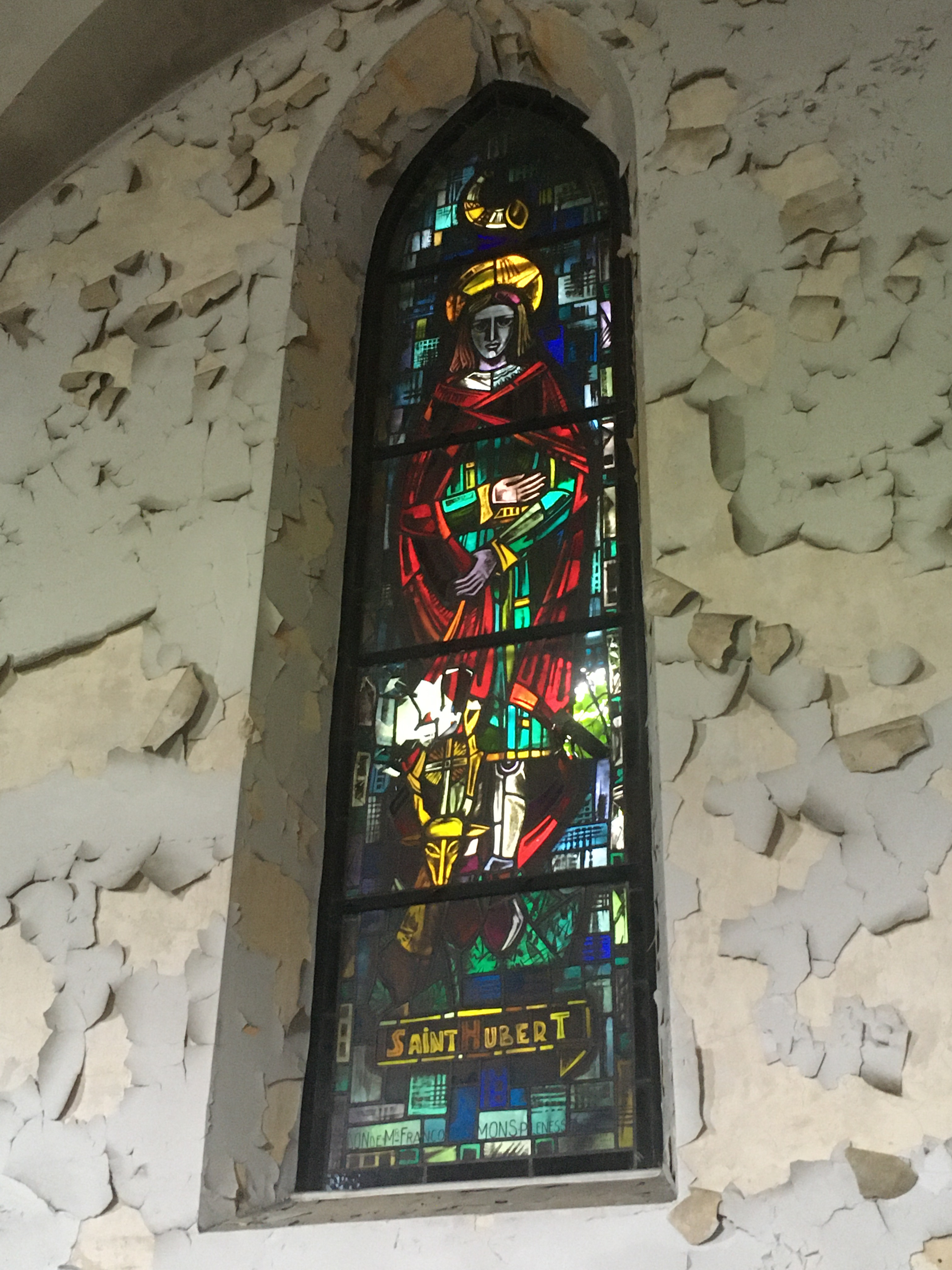
Heilige Hubertus
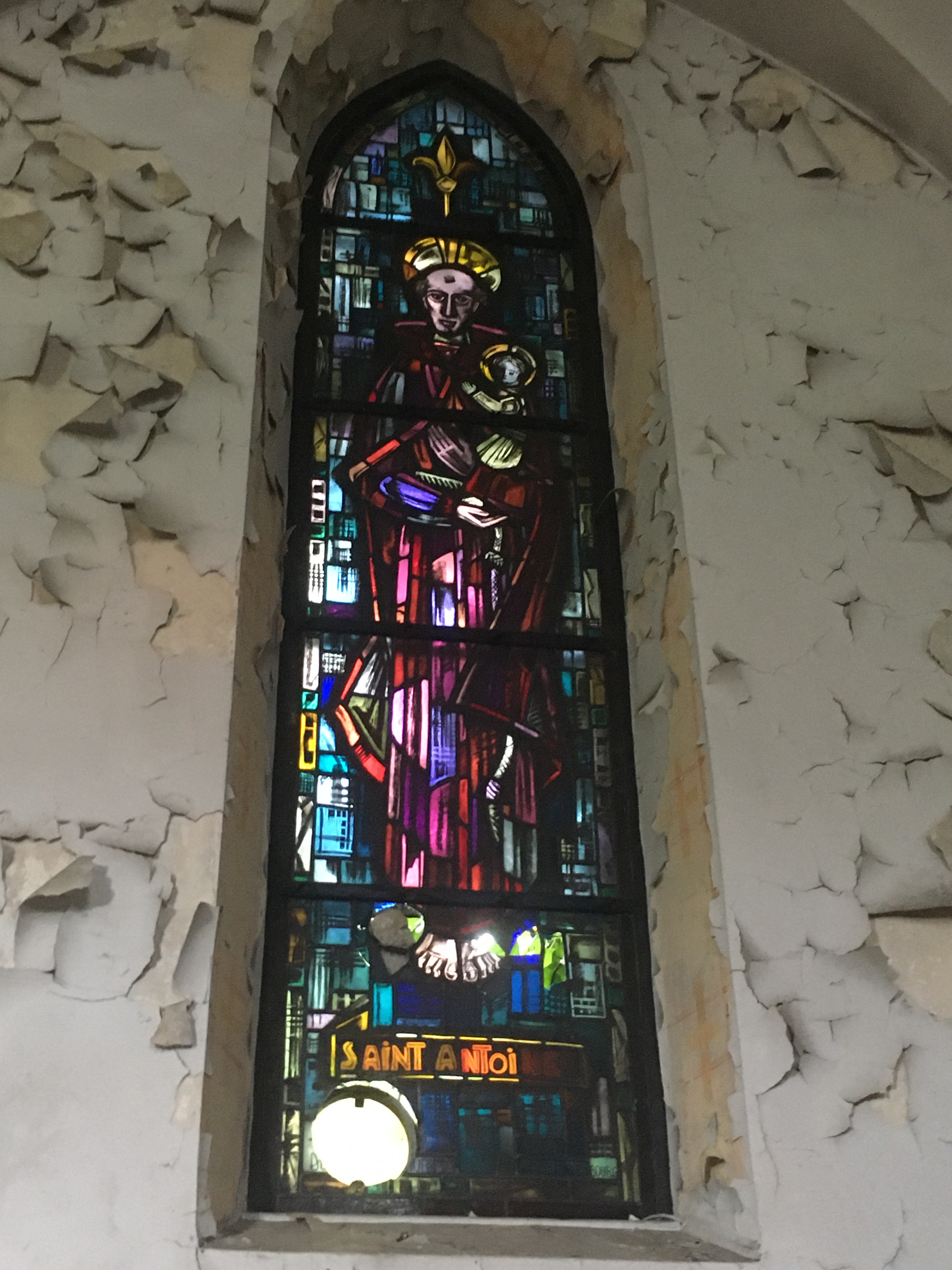
Heilige Antonius
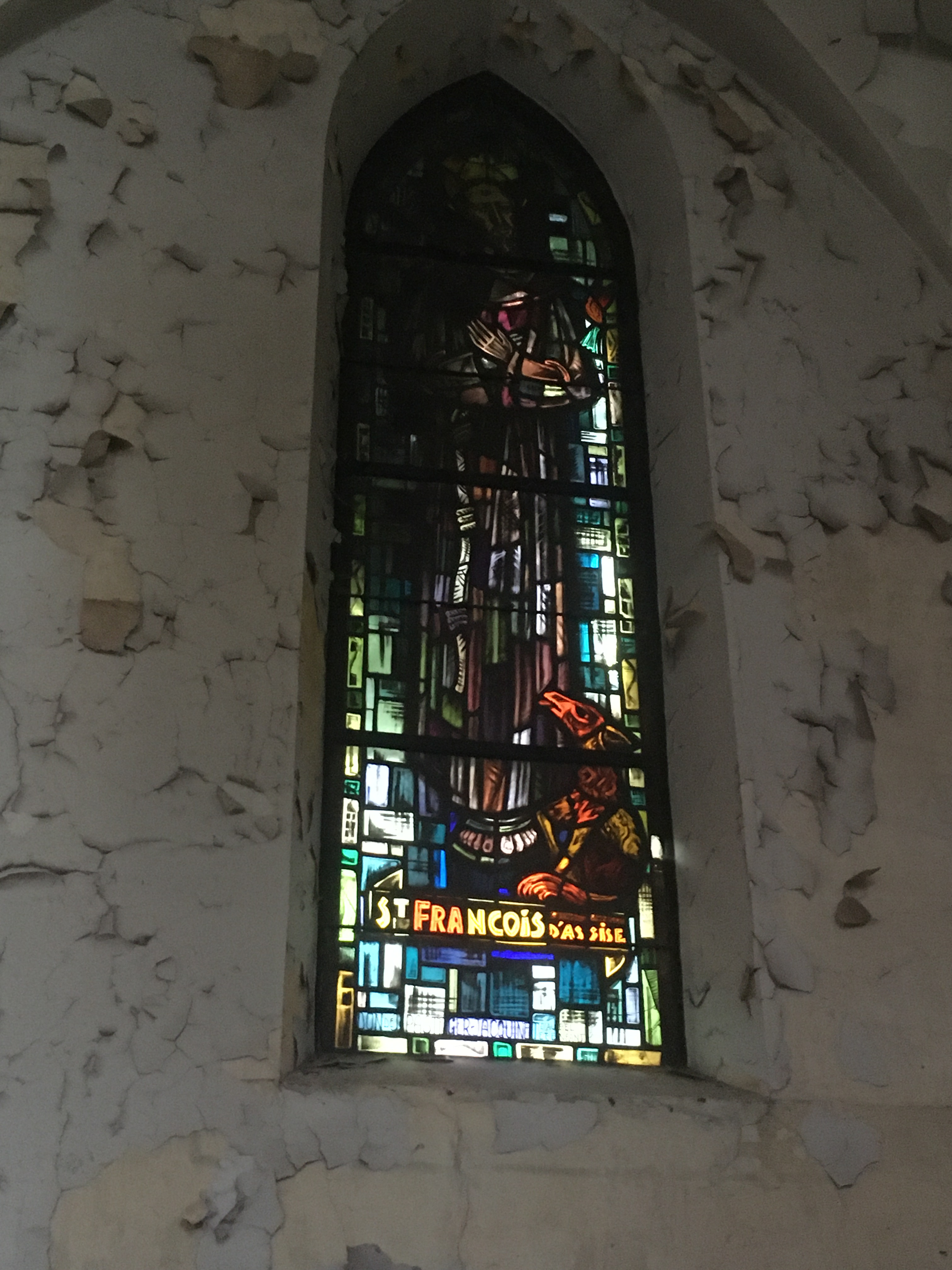
Heilige Franciscus
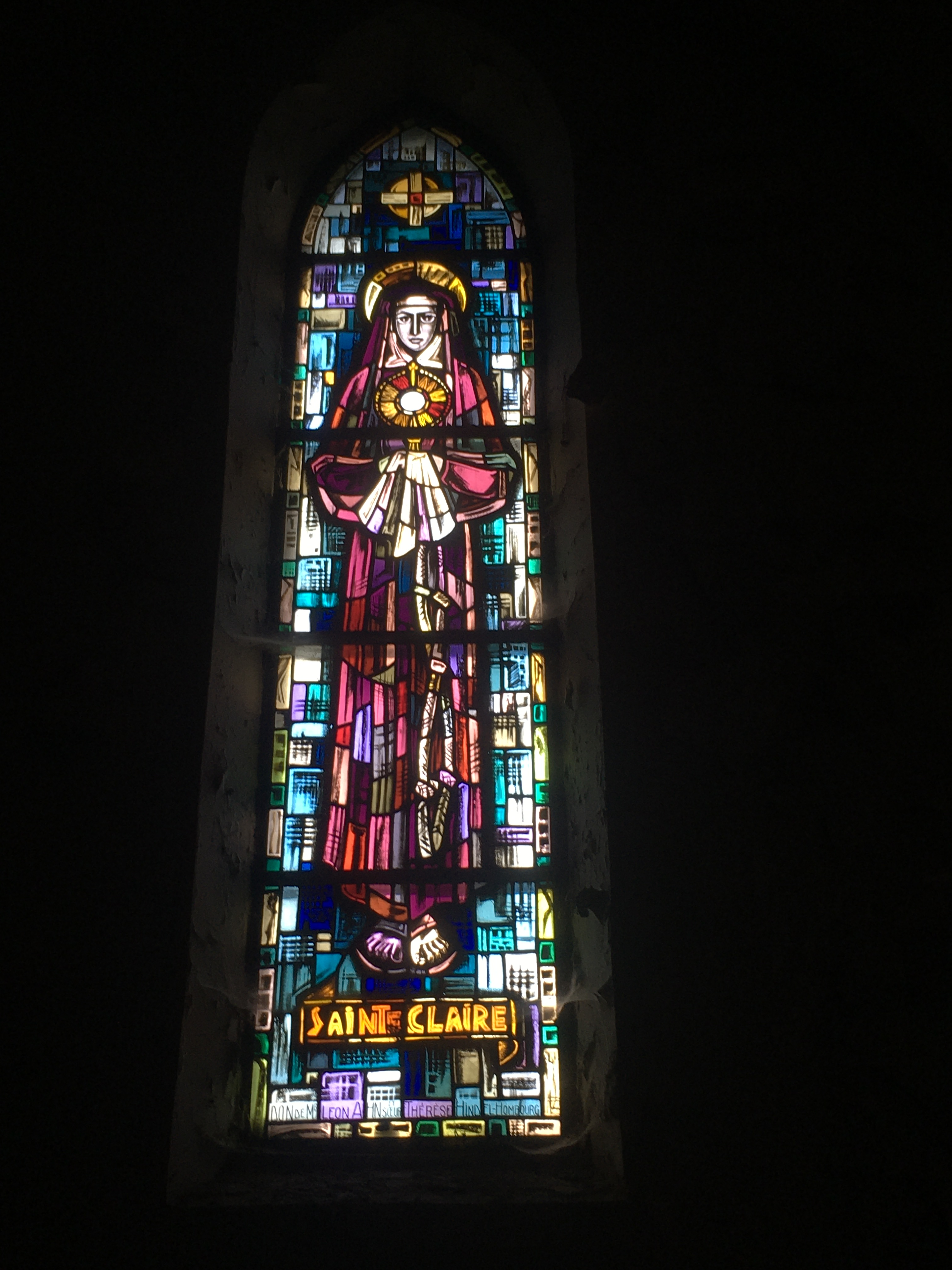
Heilige Clara
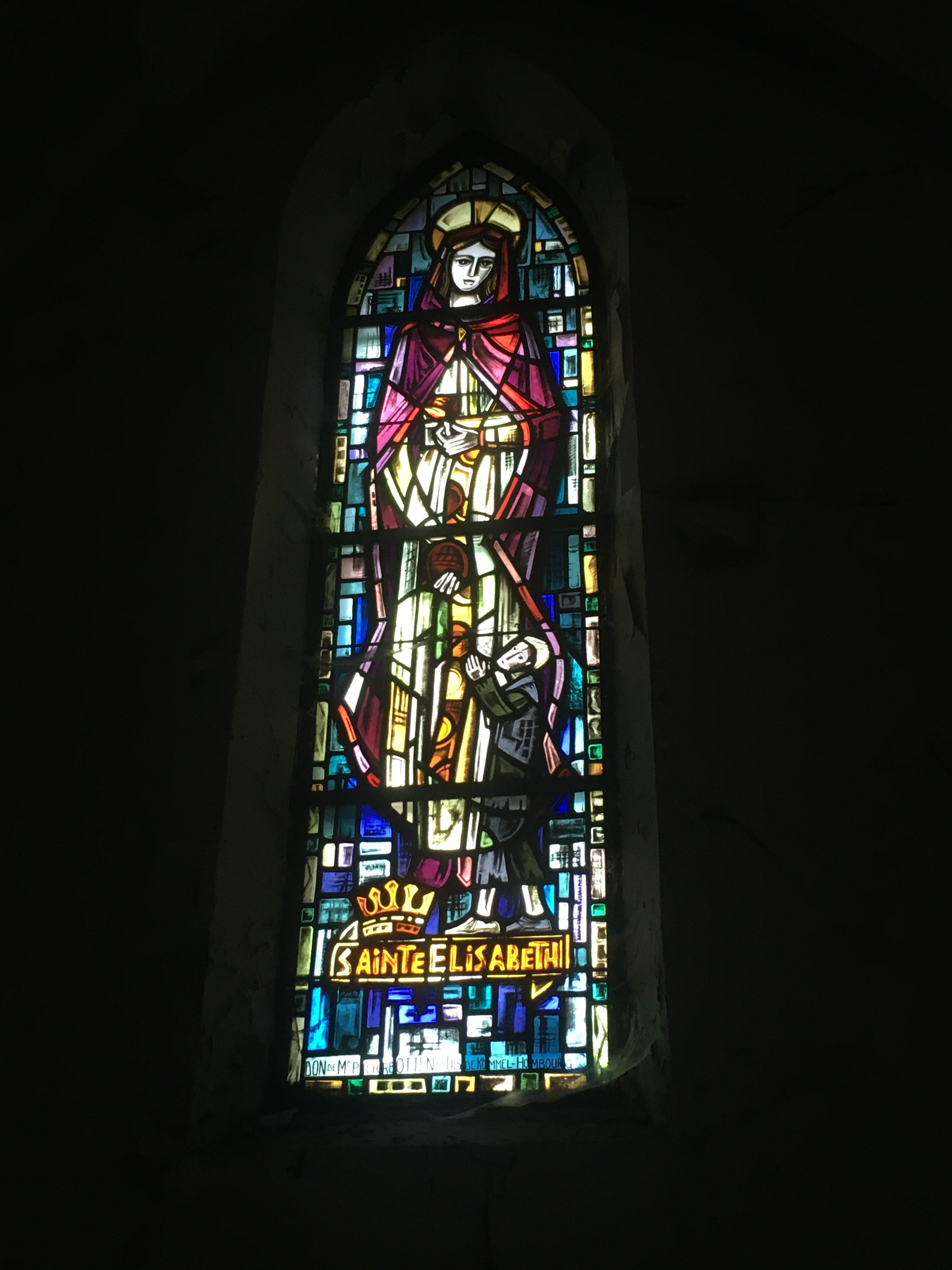
Heilige Elisabeth
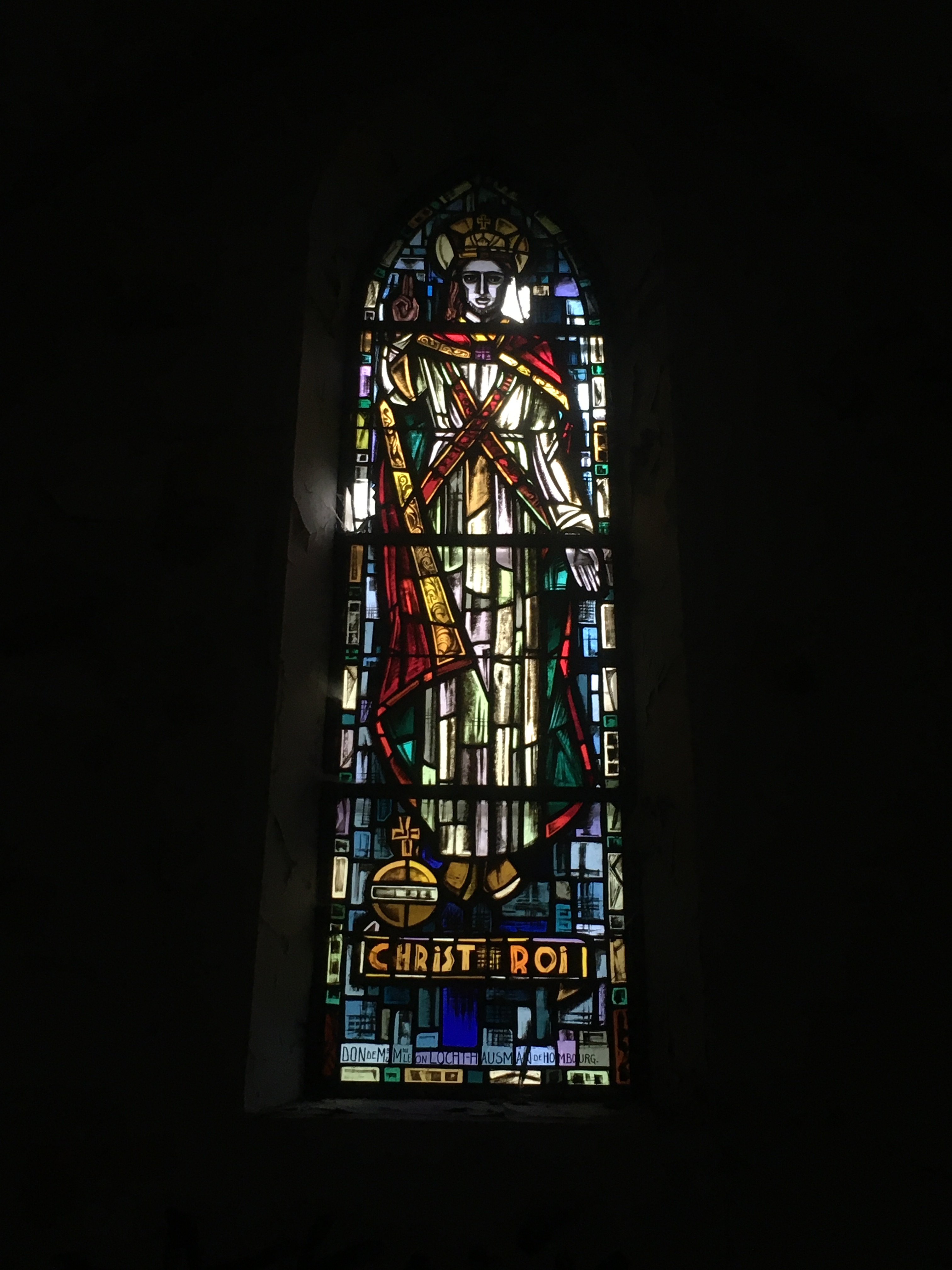
Christus Koning

## Graffiti

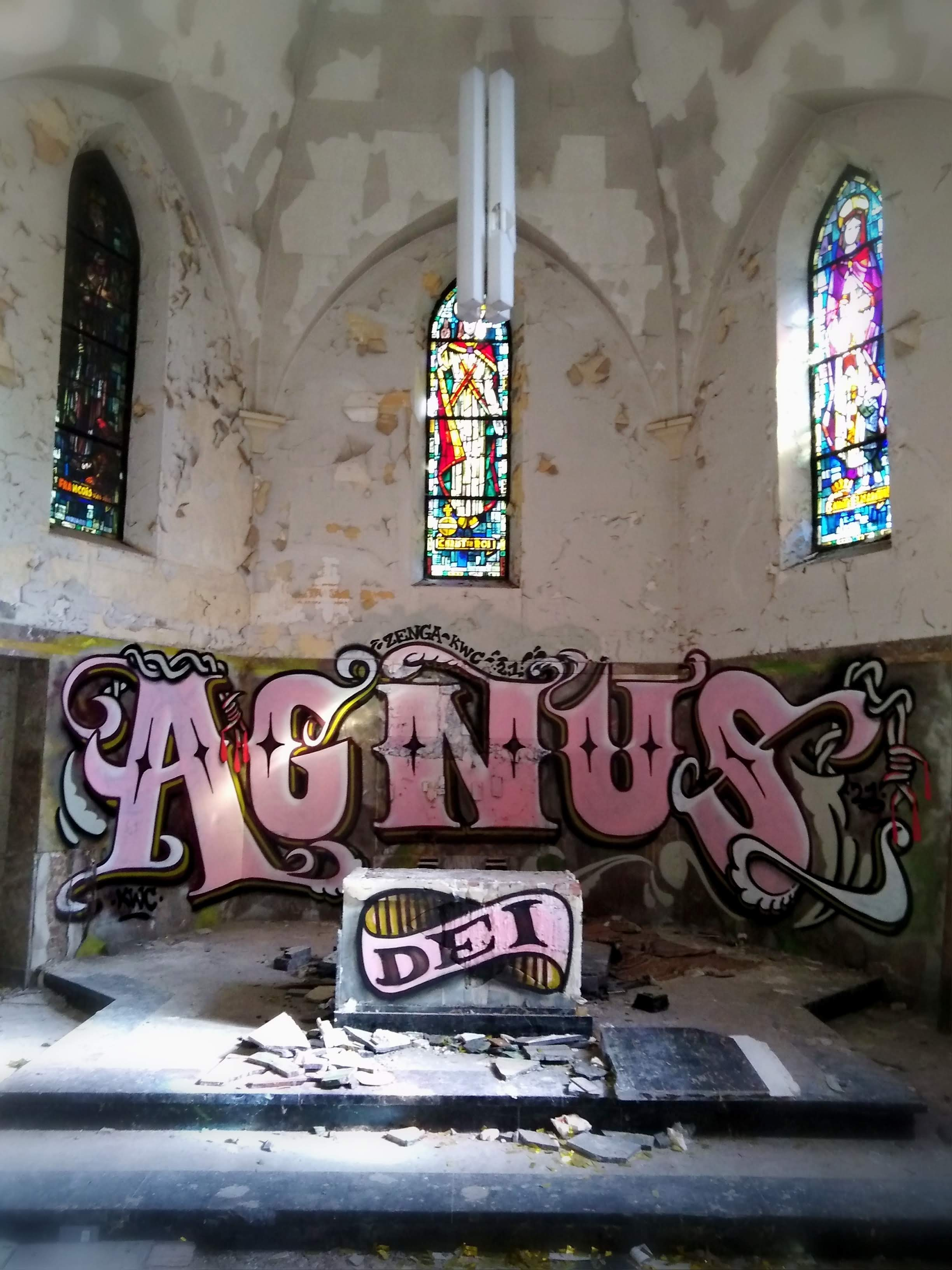
Een graffiti schildering door Zenga kwc in 2021

Naast het natuurlijke verval en de brand van het naastgelegen tehuis, waren er ook vele vernielingen en graffiti aangebracht in de kerk. In 2021 heeft kunstenaar Zenga kwc op het koor een grote graffitischildering aangebracht met de woorden ''Agnus Dei'', met prikkeldraad en bloeddruppels als verwijzing naar de doornenkroon van het Lam Gods.